# Pante Macassar

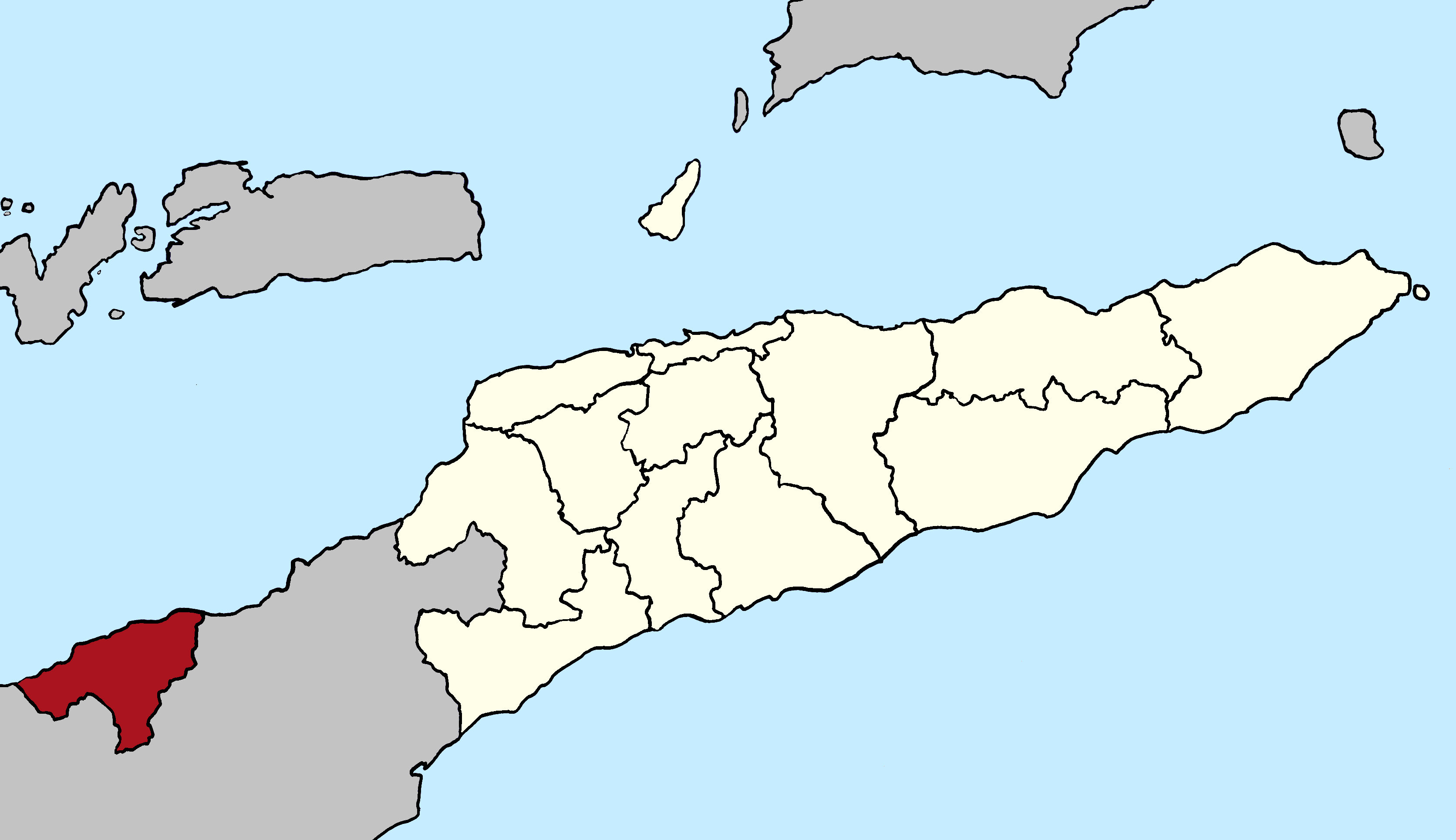
Pante Macassar.

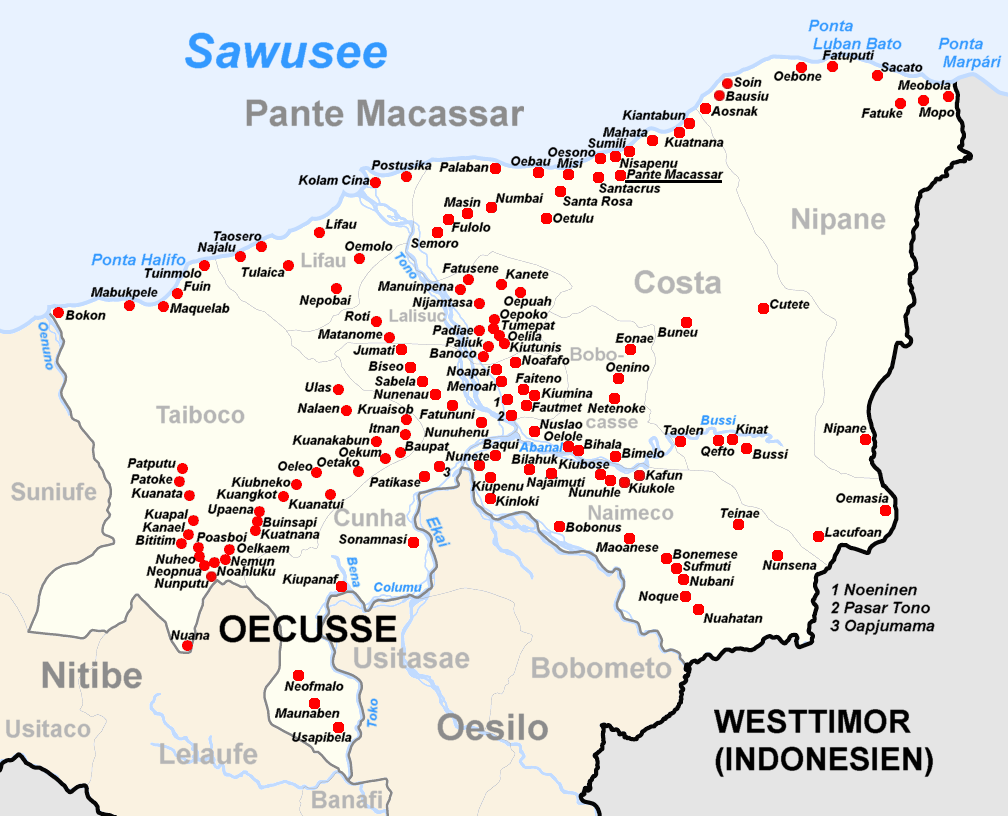
Pante Macassar.

Pante Macassar (en portugués igual que en español, en tetun: Pante Makasar) es una ciudad de la costa norte de Timor Oriental, 281 km al oeste de Dili, la capital del país. La ciudad de Pante Macassar tiene diez mil habitantes y es capital del distrito de Oecussi-Ambeno, un pequeño territorio de 815 km² enclavado en pleno Timor Occidental y aislado del resto del país.